# Heidelberg (Mississipi)
Heidelberg és una població dels Estats Units a l'estat de Mississipi. Segons el cens del 2000 tenia 840 habitants.

## Demografia
Segons el cens del 2000, Heidelberg tenia 840 habitants, 320 habitatges, i 224 famílies. La densitat de població era de 63,5 habitants per km².
Dels 320 habitatges en un 29,4% hi vivien nens de menys de 18 anys, en un 40,6% hi vivien parelles casades, en un 25,6% dones solteres, i en un 29,7% no eren unitats familiars. En el 27,5% dels habitatges hi vivien persones soles el 14,4% de les quals corresponia a persones de 65 anys o més que vivien soles. El nombre mitjà de persones vivint en cada habitatge era de 2,63 i el nombre mitjà de persones que vivien en cada família era de 3,19.
Per edats la població es repartia de la següent manera: un 26,5% tenia menys de 18 anys, un 9,5% entre 18 i 24, un 22,5% entre 25 i 44, un 22,5% de 45 a 60 i un 18,9% 65 anys o més.
L'edat mediana era de 38 anys. Per cada 100 dones de 18 o més anys hi havia 75,8 homes.
La renda mediana per habitatge era de 21.063 $ i la renda mediana per família de 27.768 $. Els homes tenien una renda mediana de 25.982 $ mentre que les dones 16.667 $. La renda per capita de la població era de 13.555 $. Entorn del 23% de les famílies i el 25% de la població estaven per davall del llindar de pobresa.

## Poblacions més properes
El següent diagrama mostra les poblacions més properes.